# Galgenberg (Messern)

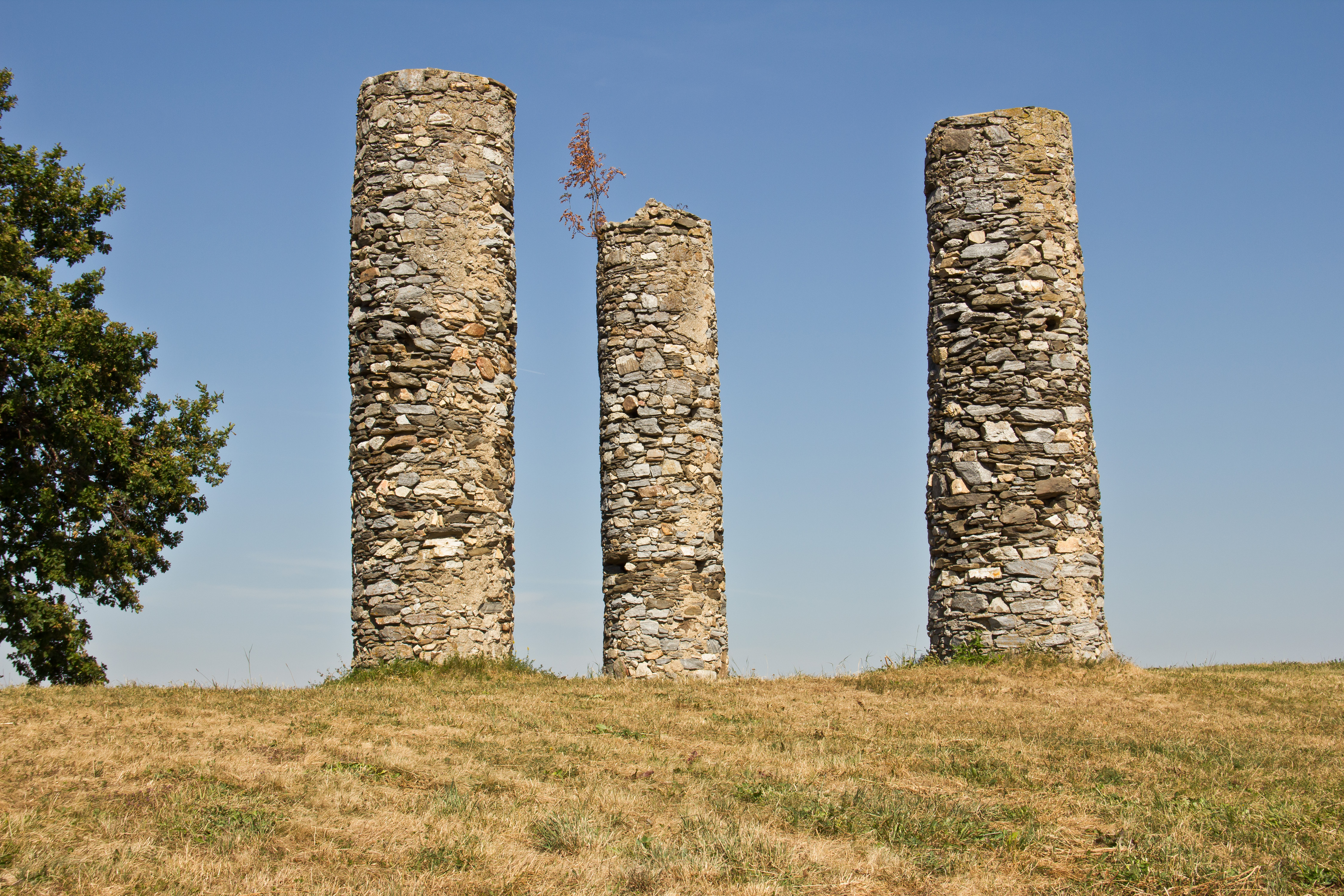
Galgenberg

De galgenberg in de Oostenrijkse gemeente Irnfritz-Messern is een heuvel nabij de plaats Messern, waarop drie stenen pilaren zijn geplaatst die als galg dienden. De heuveltop is goed zichtbaar vanuit de omgeving. De weg van Messern naar Rotweinsdorf liep langs de galgen. In de acht meter hoge pilaren, die opgebouwd zijn uit breuksteen, zijn aan de onderzijde gaten aangebracht. In zo'n opening werd een wegneembare balk geplaatst waarop de veroordeelde voor het uitvoeren van het vonnis plaats moest nemen. Deze gaten zijn nog steeds aanwezig. De galgen zijn onderwerp van volksverhalen die rondgaan in het gebied.
De galgen zijn aangewezen als beschermd monument.

## Galerij

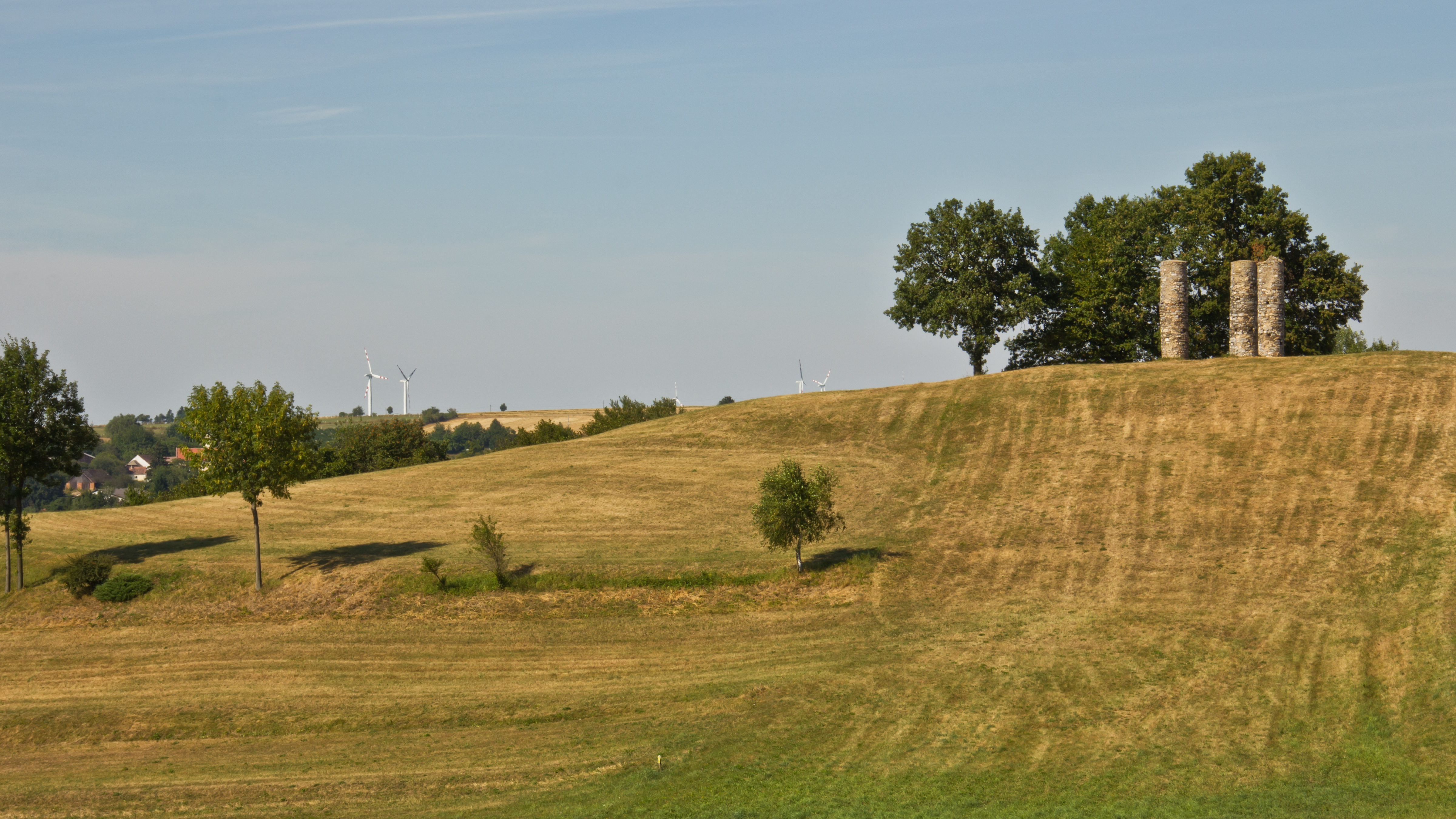
De galgenberg inclusief omgeving
Panorama